# Ігровиця (гміна)
Гміна Ігровиця (пол. Gmina Ihrowica) — сільська гміна у Тернопільському повіті Тернопільського воєводства Другої Речі Посполитої. Адміністративним центром гміни було село Ігровиця.
Гміна утворена 1 серпня 1934 року в рамках нового закону про самоврядування (23 березня 1933 року).
Площа гміни — 94,19 км²
Кількість житлових будинків — 1449
Кількість мешканців — 8064
Гміну створено на основі давніших сільських гмін: Ігровиця, Дітківці, Дубівці, Івачів Горішній, Івачів Долішній, Мшанець, частина гміни Янківці без самих Янковець (в радянський час перейменовано на Іванківці) та частина гміни Обаринці (1963 село Обаринці об'єднали з Заруддям і назвали Кобзарівкою).